# Santuario de Deméter y Perséfone (Pérgamo)
El Santuario de Deméter y Perséfone  era un antiguo santuario dedicado a Deméter y Perséfone, en Pérgamo, en Asia Menor, Turquía. Sus ruinas se encuentran en la ladera sur de la acrópolis de Pérgamo, y forma parte del Patrimonio de la Humanidad de la Unesco de  Pérgamo y su paisaje cultural de estratos múltiples.

## Historia
El emplazamiento del santuario fue un lugar de culto no más tarde del período clásico a finales del 400 a. C. o principios del 300 a. C. El santuario actual fue construido por Filetero, fundador de la  atálida que gobernó Pérgamo (283-263 a. C.) a principios del siglo III a. C. Por lo tanto, fue uno de los primeros santuarios, si no el primero, de la Pérgamo helenística. Fue ampliado durante el reinado de Atalo I (241-197 a. C.), cuando al menos una parte fue construida, según una inscripción, por su consorte Apolónide. El santuario estaba asociado a las fiestas Tesmoforias de la ciudad.
Fue renovado en dos ocasiones durante el período romano, primero en el periodo imperial temprano, alrededor del comienzo de la Era común, y de nuevo en la segunda mitad del siglo I d. C., cuando al menos parte de las obras de renovación fueron sufragadas por el consejero Claudio Siliano Ésimo. Así pues, el santuario no solo fue uno de los más antiguos de la ciudad, sino también uno de los más longevos; en el período bizantino. la antigua zona del santuario era de uso residencial.

## Descripción

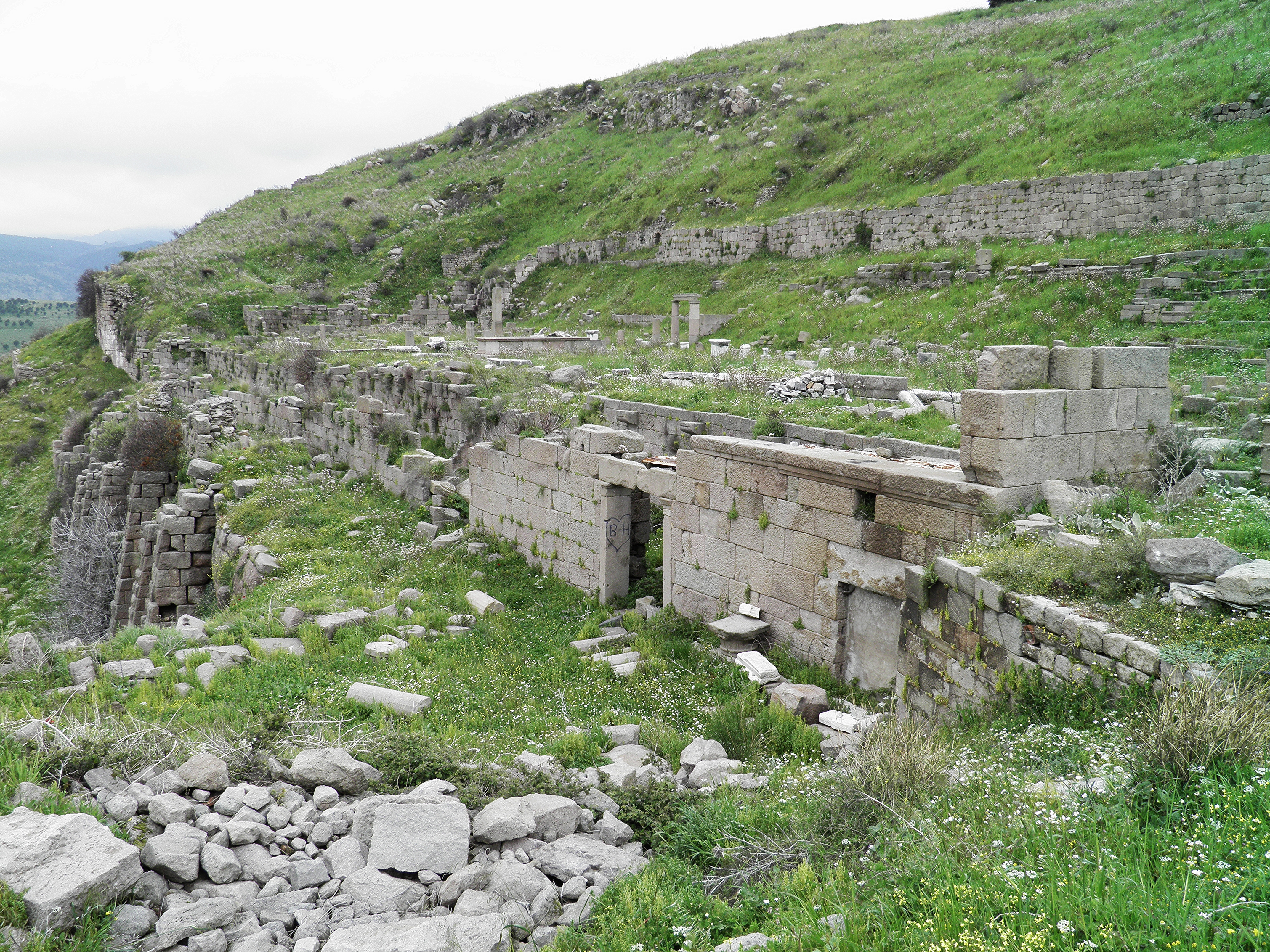
Restos del santuario.

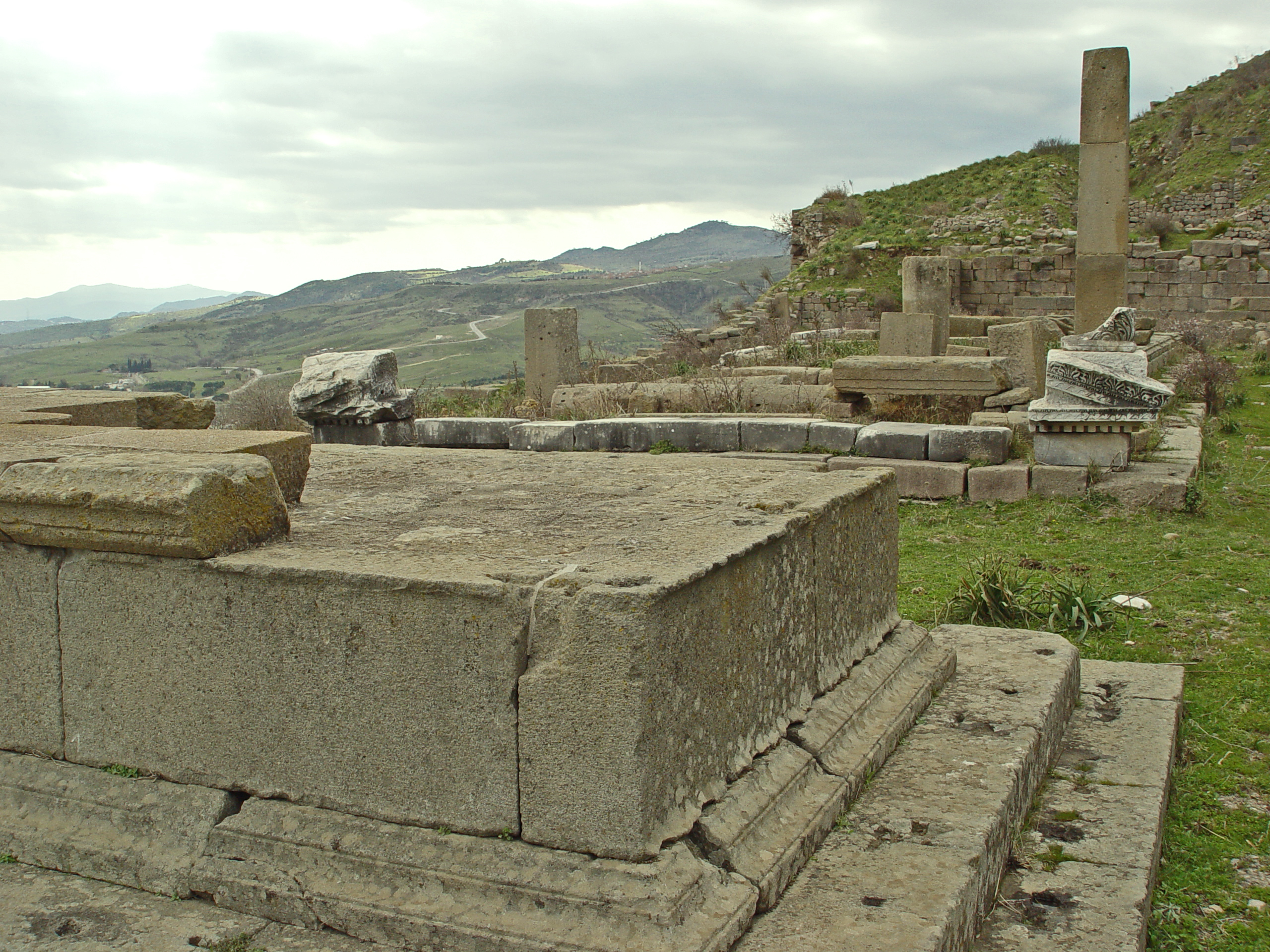
Ruinas del santuario: altar en primer plano, templo al fondo.

Se encuentra en el lado noroeste del gimnasio de Pérgamo, en un terraplén de unos 100 m de longitud. En el centro del santuario había un pequeño templo de estilo jónico con una entrada en el extremo oriental. Era un templo con antas con dos columnas (dístilo in antis) en la fachada. El templo medía unos 14,1 × 8 metros, y su pronaos y naos o eran aproximadamente del mismo tamaño, es decir, el pronaos era excepcionalmente grande y el naos excepcionalmente pequeño. El friso del templo estaba decorado con bucráneos. El altar, decorado con volutas, estaba situado en el lado este del templo, frente a la puerta, a unos 9,5 m. Su tamaño era de unos 7,2 × 2,6 metros y su altura de casi un metro. El templo y el altar eran la parte más antigua del santuario y databan de la época de Filetero.
La entrada al santuario se realizaba desde el extremo oriental a través del propileo. En los lados norte, oeste y sur, el santuario estaba flanqueado por estoas, que representaban diferentes direcciones de los órdenes clásicos. La estoa del lado norte constaba de una estoa superior, de unos 87 × 5,6 m de lado, y una estoa inferior más corta, de unos 41,5 × 3,5 m de lado. En el extremo había un auditorio (theatron) de filas rectas de bancos para los seguidores del culto tesmoforiano. La nave oeste medía unos 21,6 × 4,6 m y la sur unos 91,7 × 10,4-10,8 m. Estos edificios que rodean el santuario fueron construidos por Apolónide o posteriormente.